# تلخ أب ماغر (بهمئي غرمسيري الجنوبي)
تلخ أب ماغر (بالفارسية: تلخ آب ماغر) هي قرية تقع في إيران في قسم بهمئي غرمسیري الجنوبي الريفي. يقدر عدد سكانها بـ 11 نسمة .